# Gerard 't Hooft
Gerardus (Gerard) 't Hooft (tiếng Hà Lan: [ˌɣeːrɑrt ət ˈɦoːft]; sinh 5 tháng 7 năm 1946) là một nhà vật lí lí thuyết và giáo sư tại Đại học Utrecht, Hà Lan. Ông đã chia sẻ Giải Nobel Vật lý năm 1999 với cố vấn luận văn Martinus J.Geleltelt về việc "làm sáng tỏ cấu trúc lượng tử của các tương tác điện tử".
Các tác phẩm của ông tập trung vào lý thuyết đo, các lỗ đen, trọng lực lượng tử và các khía cạnh cơ bản của cơ học lượng tử. Đóng góp của ông cho vật lý bao gồm một bằng chứng rằng các lý thuyết đo được đều có thể tái chuẩn hóa, chuẩn theo chiều không gian, và tuân theo nguyên tắc holographic.